# Estación de Pineda de Mar
Pineda de Mar es una estación de la línea R1 de Barcelona y de Línea RG1 de Gerona de Rodalies Renfe ubicada en el municipio homónimo. 

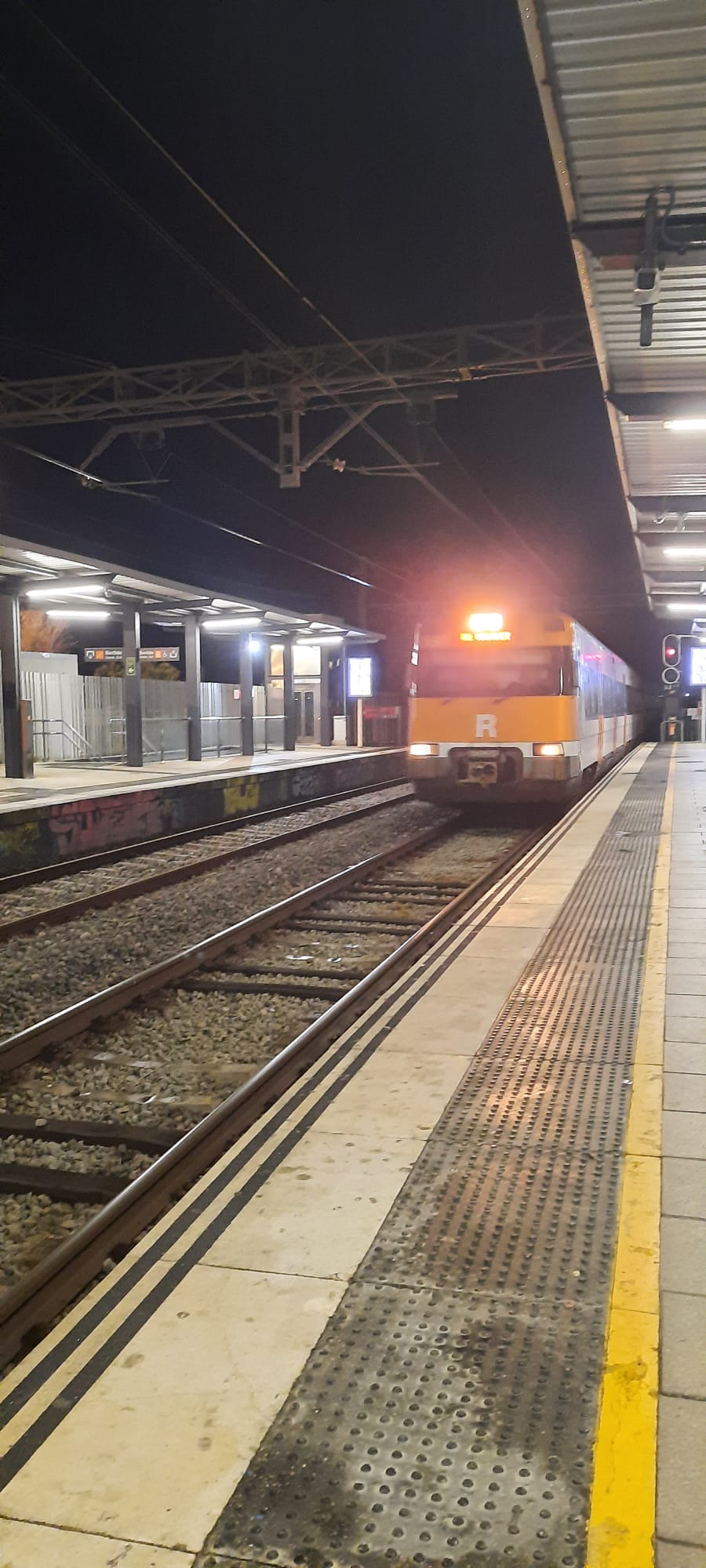
Tren en los andenes de la estación

La estación está situada junto a la playa, ya que la línea en ese tramo va junto a la orilla del mar. La línea de edificios apura tanto hasta el mar que la vía está completamente encajonada entre el paseo marítimo y la playa.
Tiene dos andenes y un bar dentro del edificio.

## Ubicación
Esta estación se encuentra en el primer tramo que se amplió de la línea del Maresme antes de que se construyera la línea Barcelona-Portbou por el interior. Ahora ya sólo soporta tráfico de cercanías.
Está situado en la zona 5 (zona 4H de la ATM), en la estación N.º26 de las líneas R1 y RG1 deRodalies de Catalunya.
| << cabecera                    | < estación | línea             | estación >   | cabecera >>              |
| ------------------------------ | ---------- | ----------------- | ------------ | ------------------------ |
| Rodalies de Catalunya de Renfe |            |                   |              |                          |
| Hospitalet                     | Calella    |                   | Santa Susana | Blanes Massanet-Massanas |
| Hospitalet                     | Calella    | Figueras Port-Bou | Santa Susana |                          |